# G7-Gipfel in Brüssel 2014
Der 40. G7-Gipfel fand vom 4. bis 5. Juni 2014 in der belgischen Hauptstadt Brüssel statt. Ursprünglich war der G8-Gipfel in Sotschi 2014 in Russland geplant, aufgrund der völkerrechtswidrigen Annexion der Krim durch Russland und der darauffolgenden Aussetzung der Teilnahme an der G8 durch die G7-Staaten wurde dieser aber abgesagt und stattdessen der G7-Gipfel in Brüssel bekanntgegeben. Es war der erste G7-Gipfel, der nicht in einem G7-Land (und Russland) stattfand, da diese Gipfel in den G7-Ländern in einem Zyklus laufen und Belgien als Ersatzort in dem letzten G8-Zyklus für Russland vorgesehen war.

## Vorfeld
Anfang März 2014 gaben die Staats und Regierungschefs der G7-Staaten sowie der Präsident des Europäischen Rates und der Präsident der Europäischen Kommission bekannt, sämtliche Vorbereitungen für den im Juni stattfindenden G8-Gipfel einzustellen. Begründet wurde dies mit der „Verletzung der Souveränität und territorialen Unversehrtheit der Ukraine durch die Russische Föderation“ durch die Annexion der Krim durch Russland.

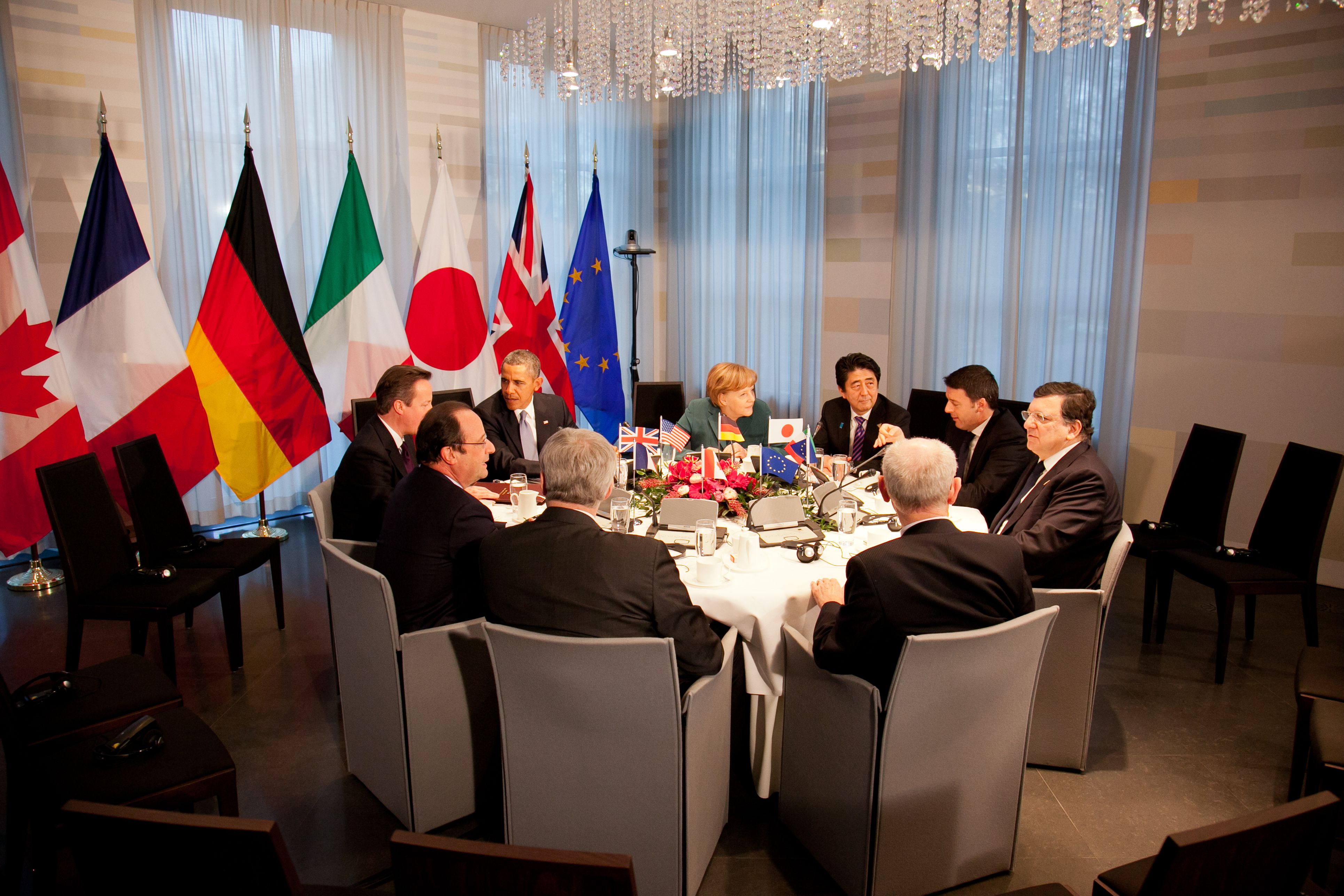
G7-Vertreter in Den Haag

Am 24. März 2014 fand in Den Haag am Rande des 3. Nuklearen Sicherheitsgipfels ein Treffen der Staats- und Regierungschefs der G7 statt, siehe G7-Sondertreffen in Den Haag 2014. In der daraufhin abgegebenen Erklärung hieß es, wegen des „illegalen Versuchs Russlands, die Krim unter Missachtung des Völkerrechts und spezifischer internationaler Verpflichtungen zu annektieren“, würden die G8-Gipfel künftig ohne Russland im G7-Format weitergeführt, und man träfe sich stattdessen im Juni in Brüssel.

## Ergebnisse
Während des Gipfels wurden globale Ziele formuliert. Aufgrund des gestiegenen globalen Wachstums von laut IWF 3,6 Prozent, wolle man mehr Beschäftigung erreichen. Außerdem ein neues Klimaschutz-Abkommen anstoßen und die Entwicklungspolitik vorantreiben. Dazu wurden konkret Verbesserungen für die Erwerbstätigkeit von Frauen und Investitionen für kleine und mittlere Unternehmen genannt sowie die Öffnung weiterer internationaler Märkte und das Freihandelsabkommen mit den USA und Asien. Mit Hinblick auf die Klimakonferenz 2015 in Paris solle die globale Energieversorgung vorangebracht werden.

### Ukraine-Krise
In einer gemeinsamen Erklärung zur Ukraine-Krise drohten die Staats- und Regierungschefs mit weiteren Sanktionen gegen Russland. Zugleich forderten sie die russische Führung auf, den ukrainischen Präsidenten Petro Poroschenko anzuerkennen, einen weiteren Übertritt von Separatisten und Waffen aus Russland in die Ukraine zu verhindern, Garantien für die weitere Gasversorgung und einen Rückzug der russischen Armeeverbänden von der russisch-ukrainischen Grenze. Die G7-Staaten kündigten an, mit der Ukraine weiter zusammenarbeiten zu wollen, um ihre „wirtschaftliche Entwicklung, Souveränität und territoriale Unversehrtheit zu unterstützen“. Das Land wurde zu weiteren wirtschaftlichen Reformen ermuntert.

### Energie-Sicherheit
Die Staats- und Regierungschefs kündigten an, ihre Länder aus bestehenden Abhängigkeiten von russischen Gaslieferungen befreien zu wollen. Künftig sollten daher Flüssiggas-Importe erhöht, Gasspeicher vergrößert und Pipelines ausgebaut werden. Der Gipfel bestätigte damit vorherige Vereinbarungen der G7-Energieminister. Zugleich wurden für den bevorstehenden Winter Notfallpläne angekündigt, als Antwort auf die mögliche Drosselung russischer Gaslieferungen nach Westeuropa. In diesem Zusammenhang wurde die Internationale Energieagentur aufgefordert, Vorschläge zur Erhöhung der Versorgungssicherheit bei Gas auszuarbeiten.

### Syrien
Die G7-Staaten machten den syrischen Präsidenten Baschar al-Assad für die Brutalität des syrischen Bürgerkriegs verantwortlich. Den von Assad proklamierten Sieg bei einer Abstimmung zum syrischen Präsidenten in von der syrischen Regierung kontrollierten Gebieten erkannten die Staats- und Regierungschefs nicht an und erklärten die Abstimmung zu einer "Scheinwahl". Assad habe "in Syrien keine Zukunft", so die Politiker weiter, die abermals das Veto von Russland und China im UN-Sicherheitsrat kritisierten, durch das eine Aufforderung an den Internationalen Strafgerichtshof zur Aufnahme von Ermittlungen gegen die syrische Regierung und Assad verhindert wurde. Die G7-Staaten forderten zugleich die strafrechtliche Verfolgung von Menschenrechtsverletzung durch extremistische Gruppen unter den Assad-Gegnern.